# Bondo (Mali)
Pour les articles homonymes, voir Bondo.
Bondon ou Bondo est une localité une commune rurale du Mali de l'arrondissement central de Koro, dans le cercle de Koro et la région de Bandiagara.

## Villages
La commune s'étend sur 15 localités relevées lors du recensement général de 2009. 
Les villages les plus peuplés sont :
- Bondo (3 509 habitants)
- Dangatene (3 224 habitants)
- Ombo (2 132 habitants)